# Venouse
Venouse – miejscowość i gmina we Francji, w regionie Burgundia-Franche-Comté, w departamencie Yonne.
Według danych na rok 1990 gminę zamieszkiwały 284 osoby, a gęstość zaludnienia wynosiła 36 osób/km² (wśród 2044 gmin Burgundii Venouse plasuje się na 629. miejscu pod względem liczby ludności, natomiast pod względem powierzchni na miejscu 1053.).